# Place Saint-Pierre (Toulouse)
Pour les articles homonymes, voir Place Saint-Pierre (homonymie).
La place Saint-Pierre (en occitan : plaça Sant Pèire) est une voie de Toulouse, chef-lieu de la région Occitanie, dans le Midi de la France.
Proche des berges de la Garonne, elle appartient au site patrimonial remarquable : on y trouve l'église Saint-Pierre-des-Cuisines, reconvertie en auditorium pour le conservatoire de la ville, ainsi que plusieurs bars. On y accède par le pont Saint-Pierre, par le quai du même nom ; on en repart par le quai Lucien Lombard, la rue Valade ou par la rue Pargaminières menant au Capitole.

## Situation et accès

### Description
La place Saint-Pierre est une voie publique. Elle se situe à la limite des quartiers du quartiers Capitole, au sud, et Arnaud-Bernard, au nord, tous les deux dans le secteur 1 - Centre.
La place est traversée par le sentier de grande randonnée 86 (GR 86), qui va de Toulouse à Bagnères-de-Luchon. Elle est prolongée, à l'est, par la promenade Henri-Martin et, à l'ouest, par le quai Saint-Pierre.

### Voies rencontrées
La place Saint-Pierre rencontre les voies suivantes, dans l'ordre des numéros croissants :
1. Quai Lucien-Lombard
2. Rue des Blanchers
3. Place de Bologne
4. Rue Pargaminières
5. Rue Valade
6. Esplanade Bertrand-de-Montaigut
7. Rue de la Boule
8. Quai Saint-Pierre
9. Promenade Henri-Martin

### Transports
La place Saint-Pierre est traversée et desservie directement par la navette Ville. Les stations de métro les plus proches sont, à l'est, la station Capitole et, à l'ouest, la station Saint-Cyprien – République, toutes deux sur la ligne de métro . Le long de la place Saint-Cyprien et des allées Charles-de-Fitte se trouvent également les arrêts des lignes de bus 13144566. Au nord, le long du boulevard Armand-Duportal se trouvent également les arrêts de la navette Ville et de la ligne de bus 63. Il permet de rejoindre le boulevard Lascrosses, où débouche la station Compans-Caffarelli sur la ligne de métro  et où marquent l'arrêt la ligne de Linéo L1 et les bus 1445.
Il existe une station de vélos en libre-service VélôToulouse, la station no 28 (2 place Saint-Pierre).

## Odonymie
La place Saint-Pierre tient son nom de la proximité de l'église Saint-Pierre-des-Cuisines, une des plus anciennes églises de la ville. Au Moyen Âge, alors que la place n'était pas encore aménagée, il existait un petit port fluvial, appelé le port Bidou (ou Vidou), du nom d'un personnage de ce nom qui, habitant place de la Chapelle-Hugolèse (emplacement de l'actuel no 26 place de la Bourse), avait un jardin près de la Garonne. En 1794, pendant la Révolution française, on lui attribua le nom de Voltaire, le philosophe des Lumières, mais il ne subsista pas.

## Histoire

### Époque contemporaine

La place Saint-Pierre le 23 mai 1900.

### Rénovation des années 2010

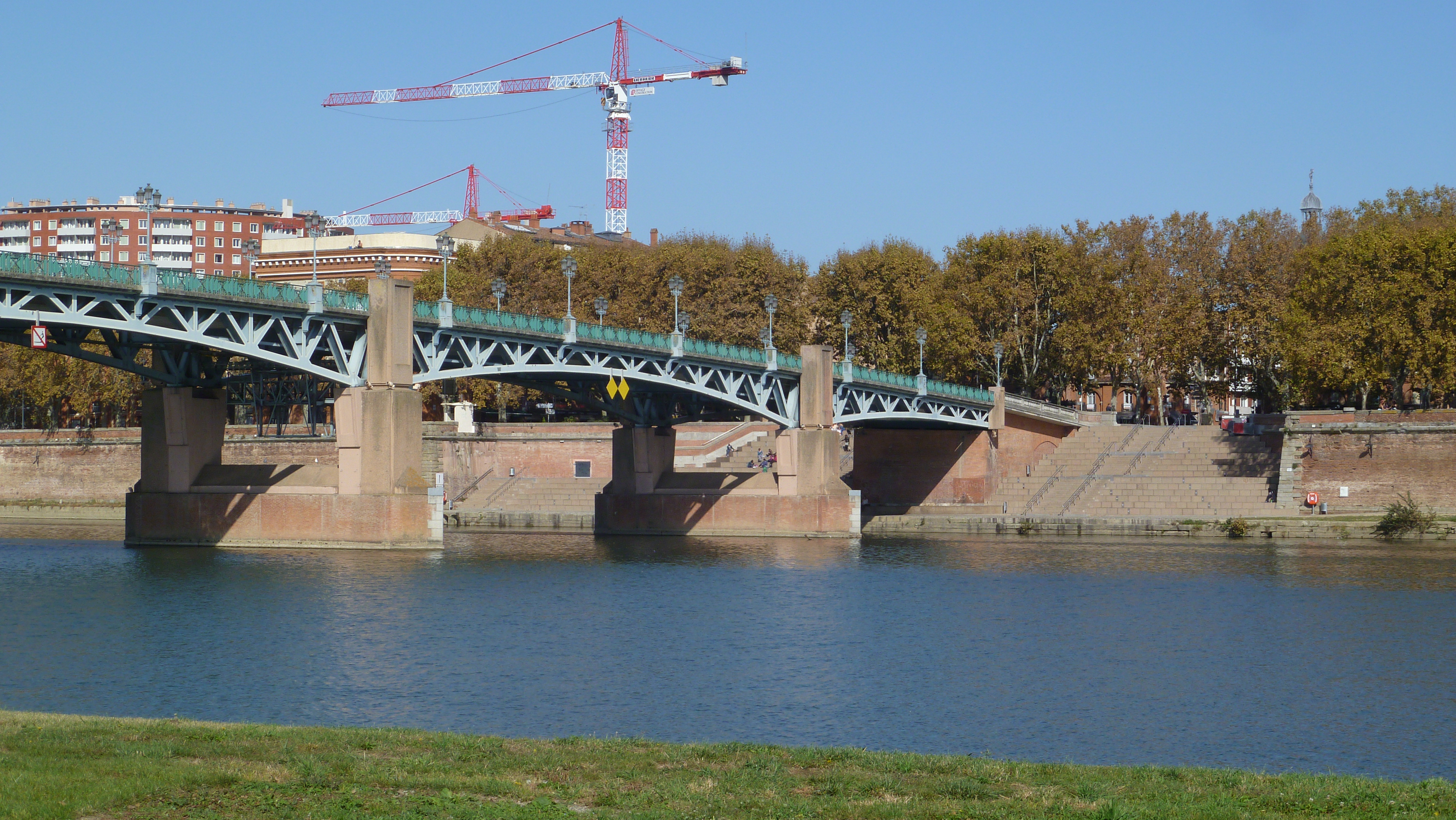
Escalier St-Pierre depuis la rive gauche (Toulouse)

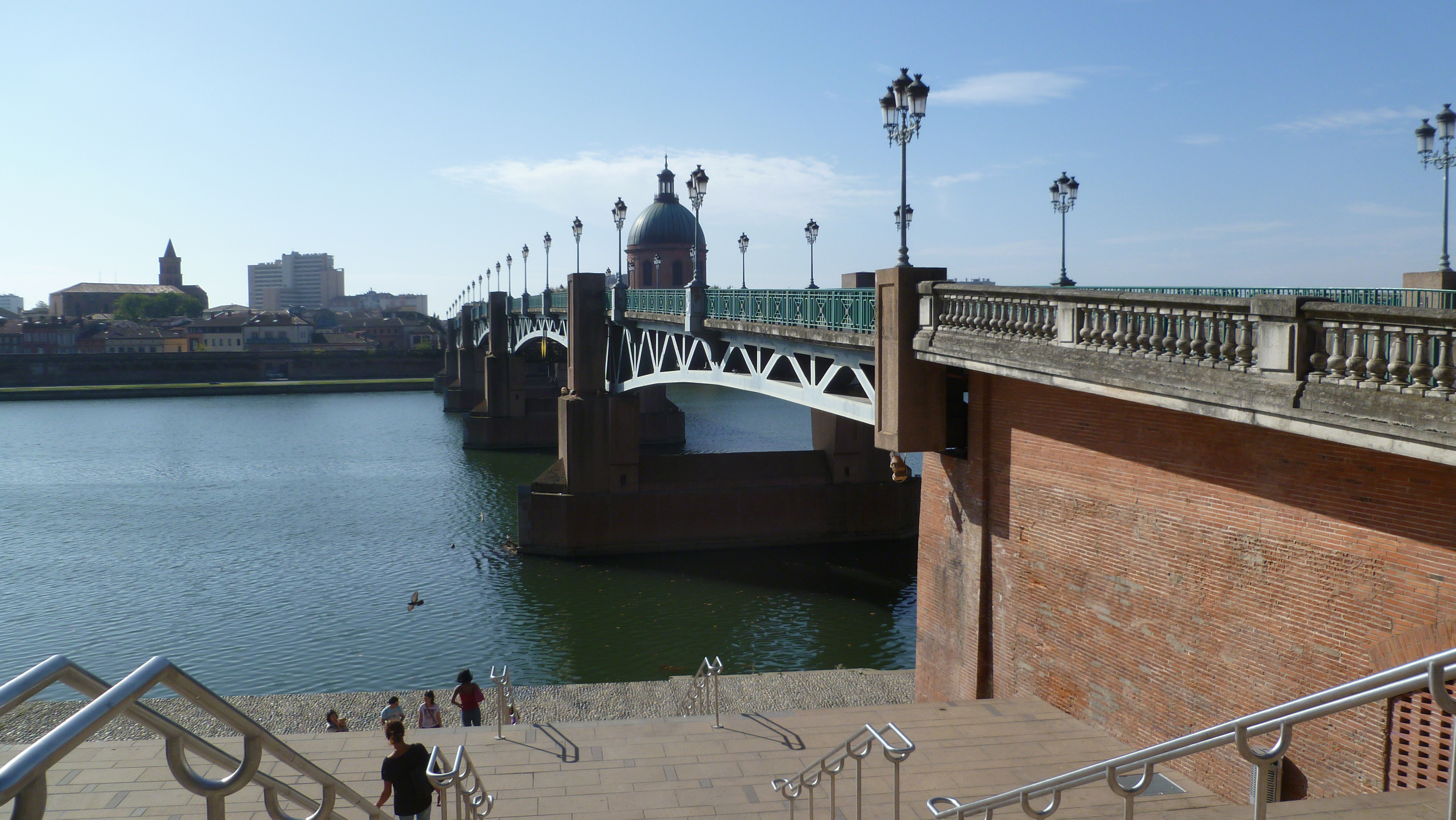
Escalier St-Pierre depuis la place (Toulouse)

La rénovation de la place Saint-Pierre fait partie des chantiers phare du projet d'urbanisme 2013-2015 visant entre autres à développer les espaces piéton et faciliter l'accès à la Garonne. Le projet de l'urbaniste catalan Joan Busquets prévoit donc un vaste escalier qui descend vers le fleuve, de chaque côté du pont pour ce qui est de la place basse. Les travaux doivent débuter en octobre 2013 pour une livraison à l'été 2014. En janvier 2015 c'est le haut de la place qui sera en travaux pendant environ 1 an qui prévoit le pavage de tout l'espace pour recréer une vraie place en conservant les platanes.

## Activité festive
Les jeudis et samedis soir, elle est un lieu de rencontre très prisé des étudiants de Toulouse 1, située à proximité. Les bars de la place sont réputés pour leurs "happy nights", soit l'application des tarifs "happy hour" mais pour toute la nuit.
Les riverains se plaignent régulièrement des nombreuses incivilités, dégradations et nuisances sonores générées par les clients des bars autour de la place Saint Pierre.

## Patrimoine et lieux d'intérêt

### Église Saint-Pierre-des-Cuisines
- no  12 : église Saint-Pierre-des-Cuisines ; auditorium et école de danse.  Classé MH (1977)[5],[6].

### Immeubles
- no  8 : immeuble (après 1776)[7].
- no  16 : immeuble (après 1776) ; bar Chez tonton, Pastis Ô Maître[8].
- no  17 : immeuble (après 1776)[9].

### Œuvres publiques
- vespasienne. 
La vespasienne de la place Saint-Pierre est le dernier exemple d'un ensemble d'urinoirs publics installés dans les rues de la ville vers 1947. Elles sont réalisées sur les plans de Jean Montariol, architecte de la ville. Appuyé contre le mur du quai Saint-Pierre, il est bâti en béton. Un mur aux formes courbes protège les usagers de la vue, tandis que deux pilastres à chapiteau supportent un auvent[10].